# 桓都県
桓都県（かんと-けん）は中華人民共和国吉林省にかつて存在した県。現在の集安市南西部に相当する。
渤海により桓州の州治として設置された。金代に廃止された。